# Pope County (Arkansas)
Pope County is een county in de Amerikaanse staat Arkansas.
De county heeft een landoppervlakte van 2.103 km² en telt 54.469 inwoners (volkstelling 2000). De hoofdplaats is Russellville.